# 鹿児島市交通局2110形電車

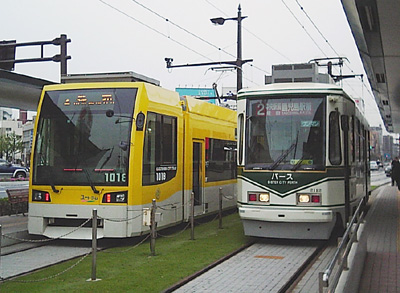
1000形と2110形2112号「パース」

鹿児島市交通局2110形電車（かごしましこうつうきょく2110がたでんしゃ）は、1991年に製造された鹿児島市交通局（鹿児島市電）の路面電車車両である。本稿ではほぼ同一の車体構造・性能を有する2120形電車・2130形電車・2140形電車についても説明する。

## 形式別概要

### 2110形
1991年に 2111 - 2113 の3両が製造された。車体の基本構造は先に登場した2100形に準ずる。前面は8.5度傾斜がつき、運転台の両脇に窓が取り付けられた。前照灯は2100形に比べ小型化された。側面は1830mmの大型窓が3枚と1300mm窓が一枚で、全ての窓が下段固定・上段引き違いになった。また、側面の方向幕は乗車用の中扉脇に取り付けられた。前扉は2枚折り戸、中扉は4枚折り戸となった。なお、鹿児島市交通局での折り戸の採用は1964年・1965年に製造された200形電車・210形電車以来である。車内はオールロングシート。運転台機器は2100形の両手式ワンハンドルマスコン（1軸ツーハンドルマスコン）から2ハンドルに変更された。制御装置は鹿児島市交通局初のVVVFインバータ制御（GTOサイリスタ素子・東洋電機製造製）で、台車はFS-90A、集電装置はZ形パンタグラフである。製造は2100形と同じ九州旅客鉄道（JR九州）鹿児島車両所である。なお2008年に2111が、2009年に2112が、そして2010年に2113号がシングルアームパンタグラフに交換し、2110形は全車がシングアームパンタに交換された。
2019年4月現在、2100形を含めて2110形~2140形全車でシングルアームパンタに換装されている。

#### 塗装
2110形は、全て姉妹都市を記念した電車となった。登場当初の塗装は白色ベースで各車異なる色の帯が入っており、2111がイタリア・ナポリで黄色帯、2112がオーストラリア・パースで緑帯、2113号は中国・長沙で赤帯となっていた。落成以来一度も広告塗装、鹿児島市交通局の標準塗装になっていない。車内には姉妹都市の写真が飾られている。また、姉妹都市名がそのまま愛称になっている。2006年には、2113が愛称はそのまま、赤とクリームのツートンカラーに塗り替えられ、車体側面には長沙市の写真が印刷されていた。
姉妹都市電車の統合
2007年、他形式の姉妹都市電車と統合されるとともに塗装も変更され、2111号が白・緑ベースの「鶴岡・大垣」号、2112が青・白ベースの「マイアミ・パース」号、2113が赤・白ベースの「ナポリ・長沙」号となった。なお 2111, 2113 は一時期姉妹都市電車のロゴ・イラスト等が無い状態で運用された。その後、2015年に再度、デザイン変更がされていた。
2020年には姉妹都市電車を7000形に統合するため7月に2113号が変更されたのを皮切りに、11月までに全車が鹿児島市交通局標準塗装となった。これにより本形式による姉妹都市電車の運行は終了している。
2022年年12月までに全3両がSiCハイブリッドモジュール素子の制御装置に機器更新を実施。屋上機器を一部撤去した上で運用に就いている。

### 2120形

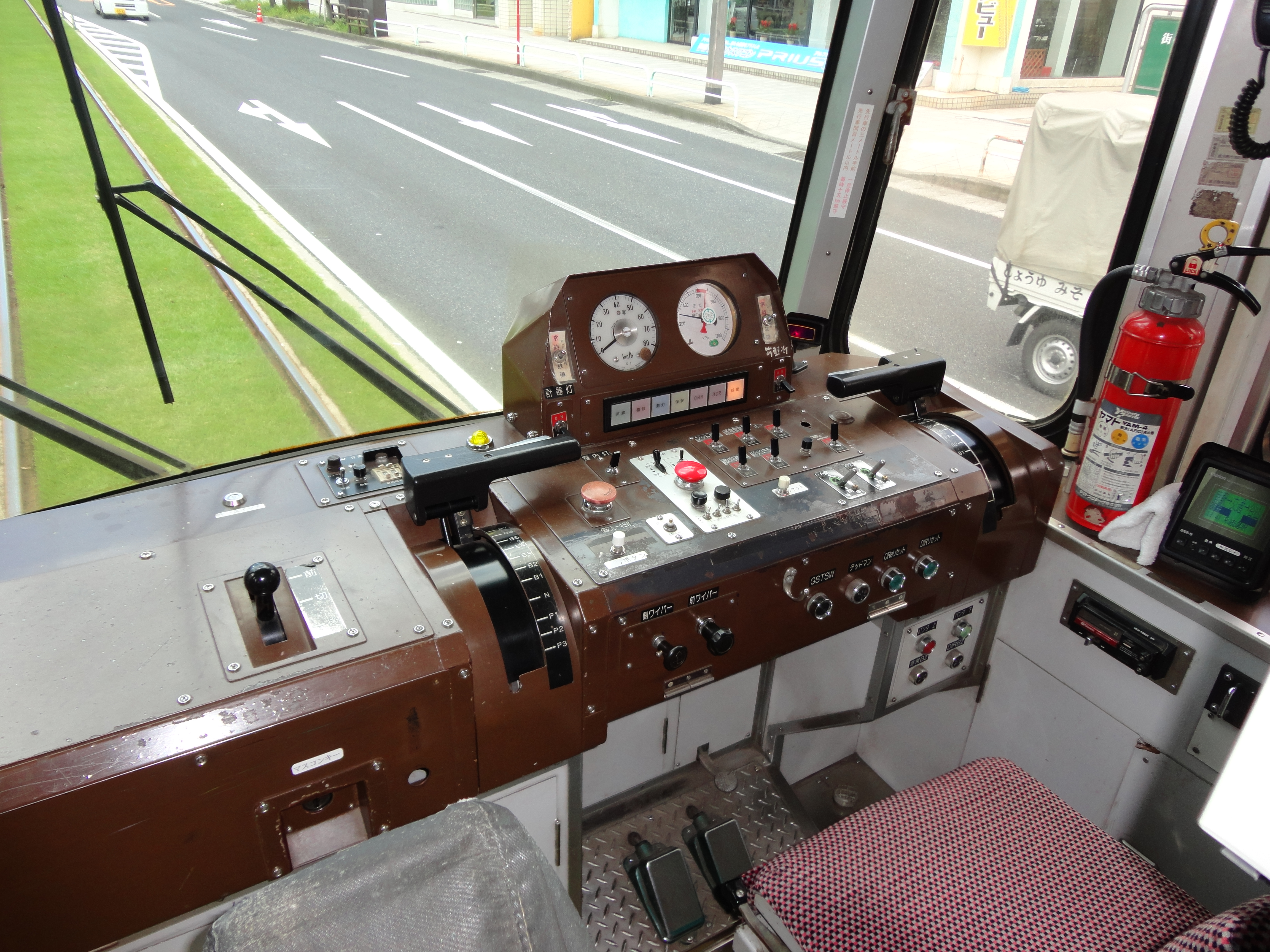
2120形の運転台

2110形と同じく、1991年に 2121, 2122 の2両がJR九州鹿児島車両所で製造された。車体・機器は2110形とほぼ同一である。運転台のマスコンが2ハンドル形から2100形と同じ両手操作式ワンハンドルマスコン（1軸ツーハンドルマスコン）に戻り、座席がバケットシート化された。なお2008年に2122、2012年に2121のパンタグラフがシングルアームパンタグラフに交換された。尚、2012年7月に発生した架線トラブルの影響で2122のパンタグラフが損傷し、再びZ字形パンタグラフに交換されて走っていた。その後、再度シングルアームパンタグラフに交換された。2110形との相違点は乗車ドア（中ドア）の取っ手が2110形は直接取り付けられているのに対し、2120形以降はドアの取っ手部分に窪みが作られて埋め込まれている設計になっている。

#### 塗装
登場当初の塗装は2110形と同様に姉妹都市を記念したもので、2121がアメリカ・マイアミで水色帯、2122は山形県鶴岡市で赤茶色帯であった。現在は姉妹都市電車の2110形への統合に伴い広告電車になっている。なお 2122 は広告先が見つかるまでの間姉妹都市のロゴなどを消した状態で運用された。2009年までに2両ともシングルアームパンタに換装されている。

### 2130形

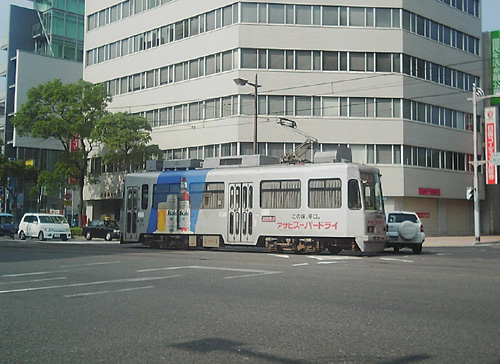
街中を走る2132号

1992年に 2131, 2132 の2両がJR九州鹿児島車両所で製造された。2120形との差異はない。塗装は2131のみ姉妹都市を記念したもので、岐阜県大垣市で青帯となっていたが、姉妹都市電車の2110形への統合に伴い現在は鹿児島市交通局の標準塗装になっている。2132は登場当初帯塗装であったが、現在は広告塗装になっている。なお2130形は2008年にパンタグラフをシングルアームパンタグラフに交換している。しかし、2012年7月に発生した架線のトラブルの影響で2132号のシングルアームパンタグラフが折れたため、再びZ字形パンタグラフに交換されているが、現在はシングルアームパンタに再々換装されている。

### 2140形
1993年は水害の被害が大きかったことから製造は行われず、1994年に 2141, 2143 の2両がJR九州鹿児島車両所で製造された。2120形からの差異はない。なお、 2142は忌み番として欠番となっている。なお2007年に2143が、2012年には2141のパンタグラフがシングルアームパンタグラフに変更されている。2008年12月には2110形~2140形同一形状の車体で初めて、緑と黄色を基調とする通称：鹿児島市交通局標準塗装となった。
1995年からは800形の9500形への更新が開始され、2100系列の新造は終了した。その後JR九州は路面電車の製造から撤退したため、以後の鹿児島市交通局の新造車は全てアルナ工機・アルナ車両が担当している。

## 歴史

### 年表
- 1994年（平成6年）3月28日 - 2141,2143の運行開始[2]